# Bigtan
De Perzische naam Bigtan betekent "Gave Gods".
Bigtan was een hoveling van koning Ahasveros. Hij beraamde samen met zijn medehoveling Teres een aanslag op de koning. Mordekai, de neef van koningin Ester kwam dit te weten en liet zijn nichtje de koning waarschuwen, waarna de beide hovelingen terecht werden gesteld. Mordekai werd eerst niet beloond, maar kreeg later nog een beloning.